# Cyrtolobus clarus
Cyrtolobus clarus är en insektsart som beskrevs av Robert E. Woodruff. Cyrtolobus clarus ingår i släktet Cyrtolobus och familjen hornstritar. Inga underarter finns listade i Catalogue of Life.